# Powiat Mima
Powiat Mima (jap. 美馬郡 Mima-gun) – powiat w Japonii, w prefekturze Tokushima. W 2024 roku liczył 6886 mieszkańców.

## Miejscowości
- Tsurugi